# Anderson (Texas)
Anderson é uma cidade localizada no estado norte-americano de Texas, no Condado de Grimes.

## Demografia
Segundo o censo norte-americano de 2000, a sua população era de 257 habitantes. 
Em 2006, foi estimada uma população de 277, um aumento de 20 (7.8%).

## Geografia
De acordo com o United States Census Bureau tem uma área de 
1,3 km², dos quais 1,3 km² cobertos por terra e 0,0 km² cobertos por água. Anderson localiza-se a aproximadamente 126 m acima do nível do mar.

## Localidades na vizinhança
O diagrama seguinte representa as localidades num raio de 36 km ao redor de Anderson. 